# Great Finborough
Great Finborough est un village et une paroisse civile du Suffolk, en Angleterre.